# (33370) 1999 BQ11
1999 BQ11 (asteroide 33370) é um asteroide da cintura principal. Possui uma excentricidade de 0.14287740 e uma inclinação de 31.17903º.
Este asteroide foi descoberto no dia 20 de janeiro de 1999 por ODAS em Caussols.